# 索洛納河 (揚丘爾河支流)
索洛納河（羅馬化：Solona）是烏克蘭的河流，屬於揚丘爾河的右支流，河道全長28公里，流域面積314平方公里，流經頓涅茨克州和扎波羅熱州，河漫灘寬200米。